# Anamaria Marinca
 (juin 2021).
Si vous disposez d'ouvrages ou d'articles de référence ou si vous connaissez des sites web de qualité traitant du thème abordé ici, merci de compléter l'article en donnant les références utiles à sa vérifiabilité et en les liant à la section « Notes et références ».
Anamaria Marinca, née le 1er avril 1978 à Iași (Roumanie), est une actrice roumaine.

## Biographie
Née d'une mère violoniste et d'un père professeur de théâtre, Anamaria Marinca s'est également tournée vers le métier d'actrice en intégrant l'école des arts George Enescu située dans sa ville natale.
En 2004, elle apparaît dans la mini-série britannico-canadienne Sex Traffic, où elle interprète le rôle d'Elena Visinescu, une femme victime d'un réseau de traite des êtres humains tentant à tout prix de sauver sa sœur de ce milieu. Elle remporte alors trois prix de la meilleure actrice (le British Academy Television Award de la meilleure actrice, le prix de la Royal Television Society et le prix du Festival de télévision de Monte-Carlo).
En 2007, elle fait une apparition dans le film de Francis Ford Coppola L'Homme sans âge.
Marinca se produit également au théâtre, dans des pièces roumaines et au Royal National Theatre de Londres.
En 2007, elle joue le rôle d'Otilia, l'une des protagonistes du film 4 mois, 3 semaines, 2 jours de Cristian Mungiu qui remporte la Palme d'or du Festival de Cannes la même année.
En 2009, elle interprète  Anna Darvulia[pas clair], l'étonnante sorcière et conseillère (et amoureuse) de la comtesse Erzebet Bathory dans le film de Julie Delpy, La Comtesse.
En 2014, dans le film Fury, elle joue le rôle d'Irma, une Allemande qui croise la route d'un équipage de tank américain pendant la Seconde Guerre mondiale.

## Filmographie

### Cinéma
- 2002 : Filantropica de Nae Caranfil : journaliste (non créditée)
- 2007 : 4 mois, 3 semaines, 2 jours (4 luni, 3 săptămâni și 2 zile) de Cristian Mungiu : Otilia
- 2007 : L'Homme sans âge (Youth Without You) de Francis Ford Coppola : la réceptionniste de l'hôtel
- 2008 : Boogie de Radu Muntean : Smaranda Ciocazanu
- 2009 : Five Minutes of Heaven d'Oliver Hirschbiegel : Vika
- 2009 : La Comtesse (The Countess) de Julie Delpy : Anna Darvulia
- 2009 : La Révélation (Storm) d'Hans-Christian Schmid : Mira Arendt
- 2010 : De vliegenierster van Kazbek d'Ineke Smits : l'aviatrix de Kazbek
- 2010 : Look; Stranger d'Arielle Javitch : la mule
- 2011 : Perfect Sense de David Mackenzie : artiste dans la rue
- 2013 : Un nuage dans un verre d'eau de Srinath Samarasinghe : Anna
- 2013 : Europa Report de Sebastián Cordero : Rosa Dasque
- 2014 : Fury de David Ayer : Irma
- 2015 : Floride de Philippe Le Guay : Ivona
- 2016 : The Last Girl - Celle qui a tous les dons (The Girl with All the Gifts) de Colm McCarthy : docteur Selkirk
- 2017 : Ghost in the Shell de Rupert Sanders : docteur Dahlin
- 2017 : Nico, 1988 de Susanna Nicchiarelli : Sylvia
- 2018 : Uysses : A Dark Odyssey de Federico Alotto : Pénélope
- 2020 : The Old Guard de Gina Prince-Bythewood : docteur Meta Kozak
- 2020 : The Bike Thief de Matt Chambers : Elena
- 2022 : You Won't Be Alone de Goran Stolevski : Maria

### Télévision

#### Téléfilms
- 2004 : Sex Traffic de David Yates : Elena Visinescu
- 2008 : The Last Enemy de Robert Carlyle : Yasim Anwar
- 2016 : Maigret et son mort (Maigret's Dead Man) de Jon East : Maria

#### Séries télévisées
- 2006 : Hotel Babylon : Natasha
- 2013 : Le Mari de la ministre (The Politician's Husband) de Simon Cellan Jones : Dita Kowalski
- 2014 : The Missing : Rini
- 2015 : Affaires non classées (Silent Witness) : Eva
- 2015 : Hinterland : Meg Mathias
- 2015 : River, épisode 5 de Jessica Hobbs : Ema
- 2016-2018 : Mars : Marta Kamen
- 2017 : Inspecteur Gently (Inspector George Gently), épisode Gently Liberated de Robert Del Maestro : Eve Liddell
- 2017 : Inspecteur Barnaby (Midsomer Murders), épisode Death by Persuasion d'Alex Pillal : Petra Antonescu
- 2019 : Tin Star : Sarah Nickel
- 2019 : Temple, créée par Mark O'Rowe : Suzanna

## Distinctions
- Nomination au Prix du Cercle des critiques de film de Londres de la meilleure actrice en 2008 pour 4 mois, 3 semaines, 2 jours
- Prix de la meilleure actrice en 2008 lors du Palm Springs International Film Festival pour 4 mois, 3 semaines, 2 jours (partagé avec Laura Vasiliu).
- Prix de la meilleure actrice en 2007 lors du Festival International du Film de Stockholm pour 4 mois, 3 semaines, 2 jours.
- Nomination au Prix du cinéma européen de la meilleure actrice en 2007 pour 4 mois, 3 semaines, 2 jours.
- Prix de la meilleure actrice lors des BAFTA Awards TV en 2005 pour Sex Traffic.
- Nomination au Prix Gemini de la meilleure actrice dans une mini série dramatique en 2005 pour Sex Traffic.
- Prix de la meilleure actrice dans une mini série lors du Festival Monte-Carlo TV 2005 pour Sex Traffic.
- Prix de la meilleure actrice en 2005 par la Royal Television Society pour Sex Traffic.